# Dirk de Wit
Dirk de Wit (* 9. Juni 1971 in Köln) ist ein ehemaliger deutscher Fußballspieler. 

## Leben
De Wit kommt aus der Nachwuchsarbeit des SC Fortuna Köln. Ab 1977 spielte er für die Fortuna-Jugend. Zwischen der Saison 1993/94 und dem Spieljahr 1997/98 stand er für die Fortuna in insgesamt 70 Begegnungen der 2. Fußball-Bundesliga auf dem Platz und erzielte sieben Tore. Fest zum Zweitliga-Aufgebot gehörte er ab 1994, zuvor war er als Amateur in 14 Zweitliga-Begegnungen eingesetzt worden.
1998 wechselte der 1,80 Meter große Mittelfeldspieler zum Wuppertaler SV, für den er 1998/99 in der Regionalliga auflief. Zwischen 1999 und 2001 stand de Wit bei Eintracht Trier unter Vertrag, ebenfalls in der Regionalliga. In der Spielzeit 2001/02 war er Mitglied von Eintracht Braunschweig, auch mit den Niedersachsen trat er ebenso in der Regionalliga an wie 2002/03 mit dem SV Elversberg. In der Regionalliga stand de Wit insgesamt in 113 Begegnungen auf dem Platz.
Nach seinem Weggang aus Elversberg 2003 spielte de Wit in den folgenden Jahren bei unterklassigen Vereinen: SV Thüle, Siegburger SV, SF Troisdorf, SV Müllekoven, SG Thomm/Osburg/Lorscheid.
De Wit war als Trainer in Luxemburg tätig, 2015 wurde er Trainer der Spielgemeinschaft Thomm/Osburg/Lorscheid.